# ホセ・ロドリゲス
ホセ・ロドリゲス（José Rafael Rodriguez Carbonell 1959年3月28日 - ）は、キューバ出身の柔道選手。階級は60kg級。身長161cm。

## 人物
1980年モスクワオリンピック60kg級では伏兵ながら決勝まで進むも、世界チャンピオンであるフランスのティエリー・レイに敗れたが銀メダルを獲得した。1983年にはパンアメリカン競技大会で優勝を飾るが、世界選手権では5位だった。1984年のパンナム選手権では2位だった。ロサンゼルスオリンピックにはキューバがボイコットしたため出場できなかった。1987年のパンアメリカン競技大会では3位だった。

## 主な戦績
- 1980年 - モスクワオリンピック　2位
- 1981年 - キューバ国際　優勝
- 1982年 - 東ドイツ国際　優勝
- 1983年 - ハンガリー国際　2位
- 1983年 - キューバ国際　優勝
- 1983年 - パンアメリカン競技大会　優勝
- 1983年 - 世界選手権　5位
- 1984年 - パンナム選手権　2位
- 1987年 - パンアメリカン競技大会　3位